# 幸神町 (境港市)
幸神町（こうじんちょう）は、鳥取県境港市の町名。郵便番号は684-0056（境港郵便局管区）。佐斐神地区民家集団移転事業により造成された新興住宅地である。 

## 地理
市の南部。南に美保飛行場を望む内陸農地帯に位置し、南境を県道彦名境港線（通称内浜街道）が通り、地内を市道産業中央線（中央産業道路）が通る。

## 歴史
昭和54年（1979年）から現在の境港市の町名。もとは境港市小篠津町の一部。昭和48年（1973年）航空自衛隊美保基地の新滑走路完成とジェット機配備計画により空路直下の佐斐神町民家集団移転が計画され小篠津町内に宅地造成がなされて当町が成立。
昭和54年（1979年）3月佐斐神町は評議員会「対策委」で集団移転先の新町名について協議し、住民から募集した102点の町名候補の中からサイノカミさんと呼ばれていた氏神が幸神社であることにちなみ、思い出多い佐斐神町を忘れないために「幸神町」を選出し市の機関を経て、6月1日鳥取県告示により正式に「幸神町」が誕生した。

## 世帯数と人口
2022年（令和4年）7月31日現在の世帯数と人口は以下の通りである。
| 町丁   | 世帯数  | 人口  |
| ------ | ------- | ----- |
| 幸神町 | 317世帯 | 764人 |

### 世帯数と人口の変遷
昭和55年（1980年）の世帯数169・人口667。

## 小・中学校の学区
市立小・中学校に通う場合、学区は以下の通りとなる。
| 番地 | 小学校             | 中学校             |
| ---- | ------------------ | ------------------ |
| 全域 | 境港市立中浜小学校 | 境港市立第二中学校 |

## 交通

### 鉄道
町内に鉄道駅はない。

### 道路
- 鳥取県道47号米子境港線

## 医療
- 足立内科医院

## 産業

### 企業・店
生活用品
- 足立ふとん店[8]

住宅設備
- 足立燃料（有）[9]
- 市村商店（有）[9]
- 浜田設備（有）[9]

食品
- 岡田商店（有）[10]
- 田中屋菓子舗[10]

飲食
- 吉良常総本店[10]
- ナオミ（喫茶）

理容
- ヘアーサロンマジック[11]
- ヘアーショップ コア[11]

## 宗教
- 幸神神社

## 出身人物・ゆかりのある人物

### 政治家
- 足立慶一 - 元境港市議会議長。元幸神町自治会長。
- 長山英一 - 元境港市会議員。学生時代マラソン選手として有名だった。

### 実業家
- 井東安久 - 元井東建設代表取締役。